# Ceioni Postumi
Ceioni Postumi (en llatí Ceionius Postumius) va ser un cavaller romà que va viure als segles I i II. Formava part de la gens Postúmia, una antiga família romana d'origen patrici.
Va ser el pare de l'efímer emperador Dècim Clodi Ceioni Septimi Albí (Decimus Clodius Ceionius Septimius Albinus) que ho va ser l'any dels cinc emperadors.